# La Font de la Figuera
La Font de la Figuera (oficialmente em valenciano; em castelhano Fuente la Higuera) é um município da Espanha na província de Valência, Comunidade Valenciana. Tem 84,3 km² de área e em 2021 tinha 2 025 habitantes (densidade: 24 hab./km²).

## Demografia
| Variação demográfica do município entre 1991 e 2004 | Variação demográfica do município entre 1991 e 2004 | Variação demográfica do município entre 1991 e 2004 | Variação demográfica do município entre 1991 e 2004 |
| --------------------------------------------------- | --------------------------------------------------- | --------------------------------------------------- | --------------------------------------------------- |
| 1991                                                | 1996                                                | 2001                                                | 2004                                                |
| 2221                                                | 2129                                                | 2081                                                | 2139                                                |